# Guglielmo Lusignoli
Guglielmo Lusignoli, detto Mino (Parma, 1920 – Parma, 23 marzo 2003), è stato un architetto e pittore italiano.
Dopo aver ottenuto un diploma all'Istituto d'Arte Paolo Toschi di Parma, si laurea in architettura al Politecnico di Milano. La sua casa-laboratorio di via Pomponio Torelli a Parma diventa un punto di riferimento per gli intellettuali di tutto il mondo. Tra gli artisti e personaggi della cultura che gli fanno visita: Giò Ponti, Pier Luigi Nervi, Paloma Picasso, Carlo Bo e Remo Gaibazzi.
Tra i suoi principali progetti le case per il Consorzio della Ricostruzione: il monumento al Partigiano di Parma (1956, assieme allo scultore Marino Mazzacurati), la nuova sede della Banca del Monte in via Cavour a Parma (1986), l'Archivio del Piazzale Santafiora e Villa Gandolfi a Parma.
Il bisogno di nuovi stimoli creativi lo portò a fare molti viaggi: a New York, in Unione Sovietica e in Cina. Dei due viaggi in Cina (aprile 1973 e novembre 1974) restano molti appunti di viaggio, disegni e dipinti. Il contatto con l'antichissima cultura cinese inciderà in modo significativo sulla sua pittura, con l'inizio di una nuova riflessione sul segno grafico.
Nel 1987 subì un grave ictus, ma si riprese totalmente. La sua creatività e la sua voglia di comunicare non vennero intaccate, lasciando stupefatti medici e studiosi.

## Mostre personali
- 1945 - Parma, Galleria Gabba
- 1967 - Modena, Palazzo dei Musei
- 1972 - Parma, Galleria Niccoli; Pescara, Galleria Salotto; Bologna, Galleria Cappelli
- 1973 - New York, Peter Rose Gallery
- 1974 -  Parma, Galleria Gabba
- 1975 - Viareggio, Galleria Studio Incisioni Oggi
- 1976 - Ferrara, Palazzo dei Diamanti; Nuoro, Galleria Ghironi 88; Parma, Galleria Petrarca; Ivrea, Centro Congressi Olivetti
- 1979 - Piacenza, Galleria Ricci Goldi
- 1981 - Palazzo Ducale di Urbino
- 1983 - Colonia, Italienisches Kulturinstitut; Brema, Galleria Villa Ichon; Mannheim, Galleria Fur Yunge[Grafia probabilmente errata]
- 1984 - Amsterdam, Istituto Italiano di Cultura per i Paesi Bassi; Parma, Galleria Aretusa; Noceto, Rocca dei Rossi
- 1985 - Zagabria, Belgrado, Istituto Italiano di Cultura; Washington, Fondo Monetario Internazionale
- 1986 -Bucarest, Museo Rumeno d'Arte
- 1992 - Madrid, Istituto Italiano di Cultura
- 1996 - Parma, personale "I Cieli Narrano", ai chiostri dei Benedettini di San Giovanni
- 2003 - Torino, Lingotto - Mostra INARCASSA

## Mostre collettive
- 1945 - Parma, Pia Casa del Patriota
- 1948 - Parma, Galleria del Torrione; Rimini, Biennale del Mare
- 1950 - Parma, Galleria del Teatro
- 1962 - Bologna, Salone del Trecento; Parma, Palazzo della Pilotta
- 1968 - Bologna, Museo Civico
- 1973 - Berlino, V Internationale Kunstermesse
- 1975 - Bologna, Arte Mercato; Pietrasanta, Associazione Artisti Versilia; New York, National Academy Gallery
- 1976 - Bologna, Arte Mercato

## Mostre permanenti
- Comune di Parma - Palazzo del Governatore
- Amministrazione Provinciale di Parma
- Università degli Studi di Parma
- Banca del Monte di Parma
- Cassa di Risparmio di Parma